# Fútbol masculino en los Juegos del Pacífico Sur 2007
El fútbol fue uno de los deportes jugados en los Juegos del Pacífico Sur 2007 que se realizaron en Apia, Samoa, entre el 25 de agosto y el 8 de septiembre del 2007. Los partidos de fútbol se disputaron en el Complejo Deportivo J.S. Blatter.
10 equipos participaron luego de la renuncia de Papúa Nueva Guinea a los Juegos del Pacífico Sur. Los dos finalistas más el ganador del partido de definición del tercer lugar clasificaron a la segunda ronda. Tuvalu si hubiera llegado a dichas instancias, no habría clasificado a la ronda siguiente por no ser miembro de la FIFA.
Esta serie de partidos fueron los primeros del proceso clasificatorio a la Copa Mundial. Pierre Wajoka, capitán de la selección de Nueva Caledonia, se convirtió en el primer anotador del proceso de clasificación al marcar un tiro penal en el partido ante Tahití.

## Grupo A
| Equipo          | Pts | PJ | PG | PE | PP | GF | GC | Dif |
| --------------- | --- | -- | -- | -- | -- | -- | -- | --- |
| Fiyi            | 10  | 4  | 3  | 1  | 0  | 25 | 1  | 24  |
| Nueva Caledonia | 10  | 4  | 3  | 1  | 0  | 6  | 1  | 5   |
| Tahití          | 4   | 4  | 1  | 1  | 2  | 2  | 6  | -4  |
| Islas Cook      | 3   | 4  | 1  | 0  | 3  | 4  | 9  | -5  |
| Tuvalu          | 1   | 4  | 0  | 1  | 3  | 2  | 22 | -20 |

| Fecha                   | Lugar       |                 |  | Resultado   |  |                 |
| ----------------------- | ----------- | --------------- |  | ----------- |  | --------------- |
| 25 de agosto de 2007    | Apia, Samoa | Fiyi            |  | 16:0 (10:0) |  | Tuvalu          |
| 25 de agosto de 2007    | Apia, Samoa | Tahití          |  | 0:1 (0:1)   |  | Nueva Caledonia |
| 27 de agosto de 2007    | Apia, Samoa | Nueva Caledonia |  | 1:0 (0:0)   |  | Tuvalu          |
| 27 de agosto de 2007    | Apia, Samoa | Fiyi            |  | 4:0 (2:0)   |  | Islas Cook      |
| 29 de agosto de 2007    | Apia, Samoa | Tahití          |  | 1:1 (1:0)   |  | Tuvalu          |
| 29 de agosto de 2007    | Apia, Samoa | Nueva Caledonia |  | 3:0 (2:0)   |  | Islas Cook      |
| 1 de septiembre de 2007 | Apia, Samoa | Islas Cook      |  | 4:1 (1:0)   |  | Tuvalu          |
| 1 de septiembre de 2007 | Apia, Samoa | Tahití          |  | 0:4 (0:2)   |  | Fiyi            |
| 3 de septiembre de 2007 | Apia, Samoa | Islas Cook      |  | 0:1 (0:0)   |  | Tahití          |
| 3 de septiembre de 2007 | Apia, Samoa | Nueva Caledonia |  | 1:1 (1:0)   |  | Fiyi            |

## Grupo B
| Equipo          | Pts | PJ | PG | PE | PP | GF | GC | Dif |
| --------------- | --- | -- | -- | -- | -- | -- | -- | --- |
| Islas Salomón   | 12  | 4  | 4  | 0  | 0  | 21 | 1  | 20  |
| Vanuatu         | 9   | 4  | 3  | 0  | 1  | 23 | 3  | 20  |
| Samoa           | 6   | 4  | 2  | 0  | 2  | 9  | 8  | 1   |
| Tonga           | 3   | 4  | 1  | 0  | 3  | 6  | 10 | -4  |
| Samoa Americana | 0   | 4  | 0  | 0  | 4  | 1  | 38 | -37 |

| Fecha                   | Lugar       |                 |  | Resultado  |  |                 |
| ----------------------- | ----------- | --------------- |  | ---------- |  | --------------- |
| 25 de agosto de 2007    | Apia, Samoa | Islas Salomón   |  | 12:1 (5:0) |  | Samoa Americana |
| 25 de agosto de 2007    | Apia, Samoa | Vanuatu         |  | 4:0 (2:0)  |  | Samoa           |
| 27 de agosto de 2007    | Apia, Samoa | Islas Salomón   |  | 4:0 (2:0)  |  | Tonga           |
| 27 de agosto de 2007    | Apia, Samoa | Samoa Americana |  | 0:7 (0:3)  |  | Samoa           |
| 29 de agosto de 2007    | Apia, Samoa | Samoa Americana |  | 0:15 (0:5) |  | Vanuatu         |
| 29 de agosto de 2007    | Apia, Samoa | Samoa           |  | 2:1 (1:0)  |  | Tonga           |
| 1 de septiembre de 2007 | Apia, Samoa | Tonga           |  | 4:0 (1:0)  |  | Samoa Americana |
| 1 de septiembre de 2007 | Apia, Samoa | Vanuatu         |  | 0:2 (0:0)  |  | Islas Salomón   |
| 3 de septiembre de 2007 | Apia, Samoa | Tonga           |  | 1:4 (0:3)  |  | Vanuatu         |
| 3 de septiembre de 2007 | Apia, Samoa | Samoa           |  | 0:3 (0:2)  |  | Islas Salomón   |

## Semifinales
| 5 de septiembre de 2007, 15:00 (UTC-11) | Islas Salomón                           | 2:3 (1:1) | Nueva Caledonia                                            | Complejo Deportivo J.S. Blatter, Apia                                     |                                                                           |
|                                         | Henry Fa'arodo 40' · Commins Menapi 47' | Reporte   | Iamel Kabeu 37' · Poulidor Toto 54' · Yohann Mercier 90+4' | Asistencia: 1.500 espectadores Árbitro(s): Job Minan (Papúa Nueva Guinea) | Asistencia: 1.500 espectadores Árbitro(s): Job Minan (Papúa Nueva Guinea) |

| 5 de septiembre de 2007, 18:00 (UTC-11) | Fiyi                                                               | 3:0 (1:0) | Vanuatu | Complejo Deportivo J.S. Blatter, Apia                                   |                                                                         |
|                                         | Pita Baleitoga 44' · Osea Vakatalesau 69' (pen.) · Roy Krishna 70' | Reporte   |         | Asistencia: 600 espectadores Árbitro(s): Michael Hester (Nueva Zelanda) | Asistencia: 600 espectadores Árbitro(s): Michael Hester (Nueva Zelanda) |

## Tercer lugar
| 7 de septiembre de 2007, 14:30 (UTC-11) | Islas Salomón | 0:2 (0:1) | Vanuatu                  | Complejo Deportivo J.S. Blatter, Apia                            |                                                                  |
|                                         |               | Reporte   | Soromon 45'+3 Sakama 51' | Asistencia: 200 espectadores Árbitro(s): Jacques Averii (Tahití) | Asistencia: 200 espectadores Árbitro(s): Jacques Averii (Tahití) |

## Final
| 7 de septiembre de 2007, 14:30 (UTC-11) | Nueva Caledonia | 1:0 (0:0) | Fiyi | Complejo Deportivo J.S. Blatter, Apia                                   |                                                                         |
|                                         | Hmae 61'        | Reporte   |      | Asistencia: 400 espectadores Árbitro(s): Michael Hester (Nueva Zelanda) | Asistencia: 400 espectadores Árbitro(s): Michael Hester (Nueva Zelanda) |

| Bandera de Nueva Caledonia |
| Campeón Nueva Caledonia    |
| Quinto título              |

## Clasificados a laCopa de las Naciones de la OFC 2008
| Bandera de Fiyi | Bandera de Nueva Caledonia | Bandera de Vanuatu |
| Fiyi            | Nueva Caledonia            | Vanuatu            |

## Medallero
|                 |      |         |
| Nueva Caledonia | Fiyi | Vanuatu |